# Comuna Prîbujanî, Voznesensk
Prîbujanî (în ucraineană Прибужани) este o comună în raionul Voznesensk, regiunea Mîkolaiiv, Ucraina, formată din satele Cervoni Koșarî, Hliuhove, Krîvorucika și Prîbujanî (reședința).

## Demografie
Componența lingvistică a comunei Prîbujanî
     Ucraineană (74,09%)
     Rusă (24,96%)
     Alte limbi (0,75%)
Conform recensământului din 2001, majoritatea populației comunei Prîbujanî era vorbitoare de ucraineană (74,09%), existând în minoritate și vorbitori de rusă (24,96%).